# ジャック・ド・サヴォワ＝ヌムール
ジャック・ド・サヴォワ＝ヌムール（フランス語: Jacques de Savoie-Nemours, duc de Nemours、1531年10月12日 - 1585年6月15日）は、第2代ヌムール公・ジュネーヴ伯。1552年から1555年にかけての、ランスとメスの包囲戦、ピエモンテ遠征で知られる。

## 生涯
初代ヌムール公及びジュネーヴ伯フィリップ（サヴォイア公フィリッポ2世の息子、ルイーズ・ド・サヴォワの異母弟）と、妃シャルロット・ドルレアン＝ロングヴィルの長男として、ヴォーリュイサンで生まれた。
ジャックはギーズ公の支持者であった。フランスでユグノーと戦い、ドーフィネとリヨネーで戦功を挙げた。ユグノー戦争で名をはせたが、晩年は所領のアヌシーに引退し、芸術の庇護者として暮らした。

## 子女
1566年、ギーズ公フランソワの未亡人アンナ・デステと結婚、4子をもうけた。
- シャルル・エマニュエル（1567年 - 1595年） - ヌムール公
- マルグリット（1569年 - 1572年）
- アンリ1世（1572年 - 1632年） - ヌムール公
- エマニュエル・フィリベール